# دهستان وردنجان
دهستان وردنجان، دهستانی به مرکزیت روستای بارده از توابع بخش مرکزی شهرستان بن در استان چهارمحال و بختیاری است. دهستان وردنجان در سال ۱۳۸۰ با تصویب هیئت وزیران ایجاد گردید. مرکز این دهستان روستای بارده می‌باشد.

## روستاهای تابعه
بارده •  تومانک • ورعبدالله و کرسنگ

## جمعیت
براساس سرشماری سال ۱۳۸۵ جمعیت آن ۱۱٬۰۱۴ نفر (۲٬۶۶۸ خانوار) بوده‌است.